# 興願寺 (四国中央市)
興願寺（こうがんじ）は、愛媛県四国中央市三島宮川にある真言宗大覚寺派の寺院。

## 歴史
承応元年（1652年）、高野山快順により開基された。

## 文化財

### 愛媛県指定文化財
- 興願寺三重塔
  - 貞享元年（1684年）には阿波国那賀郡（現・徳島県阿南市）の太龍寺に三重塔が建立された。1953年（昭和28年）から1959年（昭和34年）にかけて、太龍寺から興願寺に移築された。2004年（平成16年）4月16日に愛媛県指定文化財に指定された。
  - 細部は和様を基調とし、初層を三間四方にして内部に四天柱を立てて床を張り廻縁を設け、心柱は相輪から初層天井までで止める、中世以来の古い形式を残す。軒は初層を扇繁垂木とし、二層以上は平行垂木としている[2]。

## 現地情報
所在地
- 愛媛県四国中央市三島宮川3-19-16

交通アクセス
- JR予讃線伊予三島駅から徒歩12分